# The Armoury Show
Ne doit pas être confondu avec Armory Show.
The Armoury Show est un groupe britannique de new wave formé en 1983 par les musiciens Richard Jobson, Russell Webb, John McGeoch et John Doyle. Il s'est séparé en 1988.
En 2019, Richard Jobson a reformé le groupe pour la scène, se produisant sous le nom de Armory Show ou Armory Show featuring Richard Jobson.

## Histoire du groupe
Richard Jobson et Russell Webb étaient respectivement chanteur et bassiste du groupe de punk rock et new wave The Skids. Après la séparation de ce dernier, les deux musiciens se lancent dans un nouveau projet musical en 1983 avec le guitariste John McGeoch et le batteur John Doyle qui avaient joué ensemble dans le groupe Magazine, McGeoch ayant également été membre de Siouxsie and the Banshees et Visage.
Le quatuor ainsi formé prend le nom de The Armoury Show en référence à l'Armory Show, exposition internationale d'art moderne qui s'est tenue à New York en 1913.
Le groupe se produit sur scène et sort un premier single en 1984, Castles in Spain, qui entre dans le classement des ventes au Royaume-Uni, culminant à la 69e place, puis un second single, We Can Be Brave Again, qui ne dépasse pas la 66e place en janvier 1985.
Le quatuor s'enferme ensuite pendant quatre mois au Manor Studio dans l'Oxfordshire avec le producteur Nick Launay pour l'enregistrement de son unique album : Waiting for the Floods. On peut noter la participation de Billy Currie, du groupe Ultravox, qui joue du violon sur une chanson (Higher Than the World).
Précédé par le single Glory of Love, Waiting for the Floods sort à la fin de l'été 1985 et se classe 57e des ventes d'albums au Royaume-Uni, tandis que le groupe parcourt les scènes européennes.
En 1986, selon Richard Jobson, des tensions sont apparues au sein du groupe, surtout entre Russell Webb et John McGeoch. Ce dernier, courtisé par la formation de John Lydon, Public Image Limited, finit par la rejoindre, et John Doyle part travailler avec Pete Shelley.
Jobson et Webb recrutent alors le guitariste Dave Lockwood et le batteur Ray Weston et enregistrent deux singles en 1987 : Love in Anger et New York City. Seul le premier parvient à entrer dans les charts britanniques (63e soit le meilleur classement obtenu par un single du groupe).
En 1988, c'est la fin de l'aventure pour The Armoury Show qui se sépare. Des chansons écrites pour un second album seront plus tard enregistrées sur un album solo de Richard Jobson intitulé Badman,.
Celui-ci a diversifié ses activités après la séparation, puisqu'il est devenu animateur de télévision et réalisateur de films.
Russell Webb a, de son côté, retrouvé John McGeoch sur scène au sein de Public Image Limited en 1992.
En 2019, Richard Jobson a réactivé le projet pour la scène sous le nom de Armory Show, sans aucun des anciens membres. Il s'est entouré des guitaristes Rory Cowieson et Nick Young, du bassiste Gil Allan et du batteur Nick Hernandez.

## Discographie

### Album
- 1985 : Waiting for the Floods (réédition double CD en 2013)

### Singles
- 1984 : Castles in Spain
- 1985 : We Can Be Brave Again
- 1985 : Glory of Love
- 1987 : Love in Anger
- 1987 : New York City